# Fred Fries
Alfred „Fred“ Fries (* 12. Juni 1938 in Trier) ist ein ehemaliger deutscher Schwimmer und deutscher Meister auf der 200-Meter-Bruststrecke.

## Werdegang
Fred Fries schwamm für den SSV Trier. Bei der Olympiaausscheidung 1964 belegte er über 200 Meter Brust den vierten Platz, mit einem Zehntel Abstand zu Platz drei. Die Plätze eins bis drei wurden in dieser Disziplin von ostdeutschen Schwimmern belegt. Da es bei den Olympischen Spielen 1964 eine gesamtdeutsche Mannschaft gab, nahm er in diesem Jahr nicht an den Olympischen Spielen teil.
1965 gewann er die Deutsche Meisterschaft auf der 200-Meter-Bruststrecke in der Zeit von 2:36,6 min.
Im SSV Trier hielt er den Vereinsrekord über diese Strecke bis zum Jahre 2015, der von Mika Radeck mit 2:34,48 min gebrochen wurde.